# Somatidia crassipes
Somatidia crassipes là một loài bọ cánh cứng trong họ Cerambycidae.